# Robert Paul Kraft
Pour les articles homonymes, voir Robert Kraft et Kraft.
Robert Paul Kraft, dit Bob Kraft, né le 16 juin 1927 et mort le 26 mai 2015, est un astronome américain. Il a effectué des travaux novateurs sur les céphéides, les novae et l'évolution chimique de la Voie lactée.

## Biographie
Bob Kraft est né à Seattle et obtient son baccalauréat et sa maîtrise à l'université de Washington. Il enseigne les mathématiques et l'astronomie pendant deux ans au Whittier College puis entre à l'université de Californie à Berkeley où il travaille pour Otto Struve et obtient son Ph.D. en 1955 sous la direction de George Herbig. Après de cours passages à l'observatoire du Mont Wilson, à l'université de l'Indiana et à l'observatoire Yerkes, il fait partir du personnel des observatoires du Mont Wilson et du Mont Palomar pendant sept ans.
Kraft est directeur de l'observatoire Lick (1981–1991), président de l'Union américaine d'astronomie (1974–1976) et président de l'Union astronomique internationale (1997–2000).

## Distinctions et récompenses
- 1962 : Prix Helen B. Warner pour l'astronomie
- 1995 : Henry Norris Russell Lectureship
- 2005 : médaille Bruce[2]
- L'astéroïde (3712) Kraft porte son nom